# Live Jam
Live Jam — живий альбом англійської групи The Jam, який був випущений 25 жовтня 1993 року.

## Композиції
1. The Modern World — 2:25
2. Billy Hunt — 2:56
3. Thick as Thieves — 3:27
4. Burning Sky — 3:06
5. Mr. Clean — 3:22
6. Smithers-Jones — 2:47
7. Little Boy Soldiers — 2:47
8. The Eton Rifles — 3:28
9. Away from the Numbers — 3:29
10. Down in the Tube Station at Midnight — 4:07
11. Strange Town — 3:35
12. When You're Young — 3:12
13. 'A' Bomb in Wardour Street — 2:49
14. Pretty Green — 2:58
15. Boy About Town — 1:55
16. Man in the Corner Shop — 3:03
17. David Watts — 2:30
18. Funeral Pyre — 3:25
19. Move on Up — 2:40
20. Carnation — 3:11
21. The Butterfly Collector — 3:00
22. Precious — 5:32
23. Town Called Malice — 3:03
24. Heat Wave — 3:03

## Учасники запису
- Пол Веллер — вокал, гітара, клавішні
- Брюс Фокстон — бас
- Рік Баклер — ударні